# 猴腿蹄盖蕨
猴腿蹄蓋蕨，又名多齿蹄盖蕨，为蹄盖蕨科蹄盖蕨属下的一个植物种，分佈於海拔5000米以下的松林及白樺林中，可作食用及藥用。